# Gissing (Norfolk)
Pour les articles homonymes, voir Gissing.
Gissing est une paroisse civile et un village du Norfolk, en Angleterre.